# 高山氏
高山氏（たかやまし）は、日本の氏族のひとつ。複数の系統がある

## 平姓高山氏
桓武平氏良文流の秩父氏の一族。秩父重綱の三男である秩父三郎が武蔵国高麗郡高山邑（埼玉県飯能市高山にある高山不動に名を残す）に住んで高山三郎を名乗り、初代高山三郎重遠となる。
後に重遠は上野国緑野郡高山（群馬県藤岡市美九里地区字高山）を本拠とし、重遠の嫡男重久（重昭）が高山を継ぎ、弟の重幸は緑野郡小林邑に移り小林氏の祖となる。
この頃から重遠の一族は高山党と呼ばれるようになる。
大治6年（1131年）緑野郡に伊勢神宮領高山御厨が置かれる。
上野国（群馬県）多胡郡の源義賢との結びつきをもったようで、高山重久の代に木曾義仲が挙兵したとき、横田河原の合戦に参加している。（高山党の西七郎、平家軍の富部三郎と戦う）その後源範頼軍に参加。
元暦元年（1184年）12月、高山重遠、熊谷四郎ら佐々木盛綱に従い備前国児島で平行盛を破る。
鎌倉時代になり建保2年（1213年）の和田氏の乱では北条方として参戦し、重昭の嫡男高山重治が鎌倉で討死した。元弘3年（1333年）、新田義貞が挙兵すると高山時重はこれに加わり、分倍河原の戦いで戦死した。子の高山重栄はその後も新田軍として活躍したが、義貞が戦死すると足利尊氏に従った。その後も足利氏に従ったが、応安元年（1368年）、武蔵平一揆の際には河越直重に加わる。乱は関東管領上杉憲顕によって鎮圧され、以降は関東管領上杉氏の家臣として吾妻郡高山村を本拠に高山頼重は上杉禅秀の乱・永享の乱で、高山重秀・重友は結城合戦と戦功を重ねた。
高山盛重（因幡守）は文明18年（1486年）上杉顕定に従い、菅谷原の合戦（埼玉県嵐山町）で上杉定正に敗れ討ち死。その後の盛重の子孫は、新田の金山城主横瀬氏、由良氏に仕え、高山繁勝の代で秋元6万石の国家老として栄える。本家は大高山と呼ばれ、その分家の子孫に江戸期の寛政三奇人の一人として著名な高山彦九郎がいる。
主家の上杉氏は天文15年（1546年）、北条氏康に河越夜戦で敗れると次第に没落し、天文21年（1552年）、上杉憲政が越後の長尾景虎（上杉謙信）を頼って落ちて行く。永禄3年（1560年）、上杉謙信の関東出兵の際には高山行重がこれに参加したが、武田氏、後北条氏の勢力が強くなると高山氏は上州の諸将と共に武田信玄に従った。武田氏滅亡後は織田信長配下の滝川一益、本能寺の変ののちは後北条氏に属し、小田原征伐で後北条氏と共に没落した。末裔は江戸時代には高山衆と呼ばれた。居館として高山社の遺構がある。

## 摂津高山氏
摂津高山家は宇多天皇の皇子敦実親王から出て、宇多源氏と同族と伝えられる。代々が摂津国三島郡清渓村高山に城を構える地頭職であったといわれる（人物叢書『高山右近』参考）。
その他の摂津高山氏（上記の平姓高山氏とは系統が異なる）も、同国三島郡高山庄の国人領主として存在して、室町時代頃に高山重基が美濃国本巣郡に移住、そしてその子高山重利が摂津国茨木に移住した。
戦国時代に荒木村重に仕え、高山飛騨守（友照）・高山右近（重友）を輩出した。右近はキリシタン大名として知られ、織田信長、豊臣秀吉に仕え武功をあげるが、キリスト教が禁教とされても棄教することがなかったため改易処分となり、江戸時代にはルソン島に追放となった。
なお、摂津の高山氏は、上記の宇多源氏とは異なり、摂津源氏流多田氏の支流ともいわれ、江戸時代に豊後国の大名として存続した中川氏（中川清秀の子孫）は同族とされる。

## 旗本高山氏
桓武平氏平良文の流れを汲む土肥実平の後裔・小早川氏の庶流一族である裳懸氏の裳懸六郎盛聡を祖とする一族。
盛聡は主君・小早川隆景が没すると毛利氏を離れ京都に閑居し、裳懸氏を改め高山氏を称した。関ヶ原の戦いでは東軍に参陣。徳川家康本隊で鉄砲頭として鉄砲隊の一隊を指揮し、その功をもって備中国後月郡木子村で1000石を与えられた。嫡男・高山盛勝の時代に所領の一部を上野国新田郡に移されるが、寄合旗本1000石として明治維新までつづいた。分家に盛聡の次男・利永を祖とする旗本450石がある。

## 美濃高山氏
清和源氏土岐氏（美濃源氏）の支族で、土岐高山氏と呼ばれ、承久年間に土岐氏一族の高山伊賀守秀頼が美濃国土岐郡高山（現在の岐阜県土岐市土岐津町高山）に高山城を構えたことから始まったという。天文21年（1552年）6代目の高山光俊(伊賀守)が没したが子が無かったため断絶した。一説に明智光秀の明智五宿老の一人の明智光忠は、土岐高山氏の一族という。

## 飛騨高山氏
飛騨高山赤田氏とも呼ばれ、嵯峨源氏渡辺綱の流れを汲む近江国の近江赤田氏一族の赤田悟（赤田堅の弟）が安土桃山時代に飛騨国大野郡高山（現在の岐阜県高山市）にある高山城付近に構えた家系という。